# Dipôle arctique

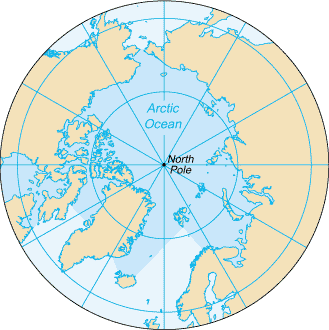
Carte de l'Océan arctique

Le dipôle arctique est un schéma de circulation atmosphérique de l'hémisphère nord, lié partiellement au réchauffement climatique et à l'effondrement de la banquise arctique. Il tend à remplacer l'oscillation arctique en tant que mode dominant de variabilité du climat de l'hémisphère nord.

## Définition
Identifié pour la première fois en 1995, il avait été alors négligé.
Depuis 2006 environ, il a pris une très grande importance qui a suscité une abondante littérature à son sujet. Dans la littérature, il a ainsi été dénommé Dipole Anomaly (DA), Arctic Rapid Change Pattern (ARP), ou Arctic Dipole (AD). Ces diverses définitions se recoupent largement, avec la particularité que le positionnement des centres d'actions est inversé entre le DA et l'ARP d'une part ; et l'AD d'autre part. 
Il se caractérise par un centre de basses pressions sur le Canada et un centre de hautes pressions sur la Russie en phase négative de l'ARP et du DA -et réciproquement en phase positivement de l'AD-. Ici, sera retenu la convention du DA. Il génère ainsi une circulation méridienne marquée sur l'Arctique, et contribue à renforcer

## Effets
Il est lié à la perte de la banquise arctique et au très fort recul de l'enneigement de l'hémisphère nord au printemps. La perte de la neige au printemps favorise les épisodes de blocages récurrents sur l'Amérique du Nord, et crée des conditions favorable à une perte accélérée de la banquise. Un dipôle arctique positif est associé à une perte de la banquise accrue. Ainsi, la saison de fonte exceptionnelle de la banquise en 2007 a été très largement piloté par un DA positif récurrent. 
Il est impliqué dans les saisons de fonte exceptionnelles de la banquise depuis 2007, ainsi que de l'accélération de la fonte du Groenland,. Il est de même impliqué dans la plus grande fréquence des événements extrêmes aux latitudes moyennes de l'Hémisphère, à la multiplication des situations de blocage, au ralentissement de la circulation atmosphérique et à la perturbation des ondes de Rossby,.

## Lien avec d'autres oscillations
Par construction, le dipôle arctique est orthogonal à l'oscillation arctique, et il n'existe donc pas de lien particulier entre les deux, si ce n'est qu'ils sont justement indépendant l'un de l'autre.